# Nomineringar till Nordiska rådets litteraturpris från Åland
Nomineringar till Nordiska rådets litteraturpris från Åland representerar Åland för Nordiska rådets litteraturpris, ett årligt, av Nordiska rådet instiftat pris.
Det nominerade verket utses före den 1 december bland verk, vilka är utgivna för första gången under de senaste två åren. Åland har sedan 2010 rätt att nominera en egen kandidat. Dessförinnan kunde åländska verk nomineras av Finland. Nomineringarna bereds av litteraturnämnden och framförs av Ålands landskapsregering.

## Nominerade
Följande verk har representerat Åland i tävlan om Nordiska rådets litteraturpris:
| År   | Författare         | Bok                               | Typ        |
| ---- | ------------------ | --------------------------------- | ---------- |
| 2011 | Sonja Nordenswan   | Blues från ett krossat världshus  | Roman      |
| 2012 | Leo Löthman        | Transportflotte Speer             | Roman      |
| 2013 | Ulla-Lena Lundberg | Is                                | Roman      |
| 2014 | Johanna Boholm     | Bygdebok                          | Prosa      |
| 2015 | Karin Erlandsson   | Minkriket                         | Roman      |
| 2016 | Carina Karlsson    | Mirakelvattnet                    | Roman      |
| 2017 | Johanna Boholm     | Jag är Ellen                      | Prosalyrik |
| 2018 | Carina Karlsson    | Algot                             | Roman      |
| 2019 | Liselott Willén    | Det finns inga monster            | Roman      |
| 2020 | Mikaela Nyman      | När vändkrets läggs mot vändkrets | Roman      |
| 2021 | Sebastian Johans   | Broarna                           | Roman      |
| 2022 | Karin Erlandsson   | Hem                               | Roman      |